# Khowresh Bar
Khowresh Bar (persiska: خورش بر, Kūresh Bar) är en ort i Iran.   Den ligger i provinsen Khorasan, i den nordöstra delen av landet, 700 km öster om huvudstaden Teheran. Khowresh Bar ligger 1 488 meter över havet och antalet invånare är 350.
Terrängen runt Khowresh Bar är kuperad västerut, men österut är den platt. Runt Khowresh Bar är det ganska glesbefolkat, med 25 invånare per kvadratkilometer. Närmaste större samhälle är Torbat-e Ḩeydarīyeh, 19,7 km öster om Khowresh Bar. Omgivningarna runt Khowresh Bar är i huvudsak ett öppet busklandskap.